# National Council of Women of New Zealand

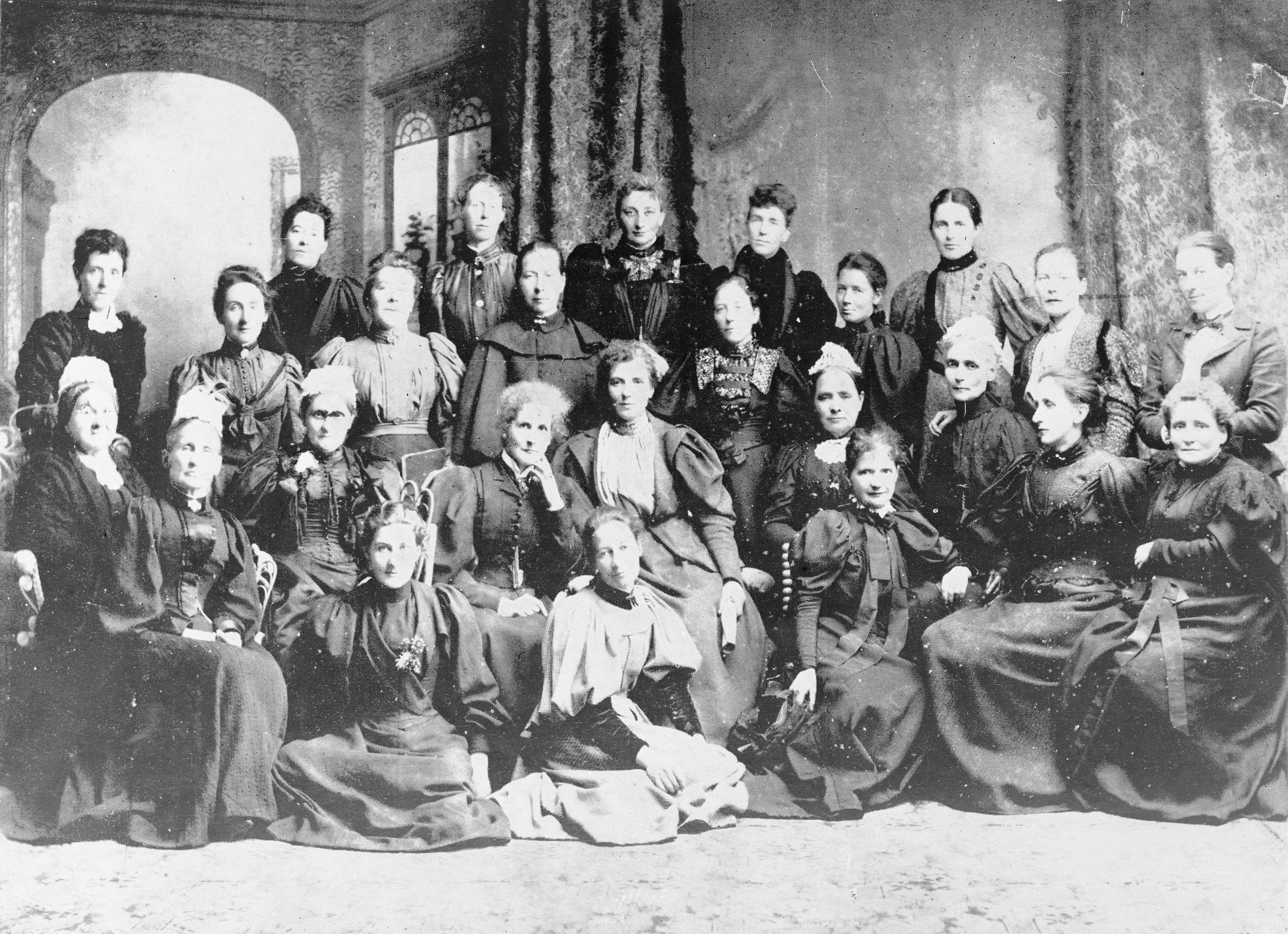
National Council of Women of New Zealand, Christchurch
bei seiner Gründung im Jahr 1896

Der National Council of Women of New Zealand (NCWNZ) ist eine 1896 gegründete und bis heute bestehende größte und einflussreichste Frauenorganisation in Neuseeland. Sein Vorbild war seinerzeit der 1888 in den Vereinigten Staaten gegründete International Council of Women (ICW).

## Personen auf dem Gründungsfoto
Von links nach rechts:

Stehend: Mrs A. Ansell (Dunedin), Mrs Henry Smith (Christchurch), Miss A. E. Hookham (Christchurch), Mrs G. Ross (Christchurch), Miss Jessie Mackay (Christchurch), Mrs Isherwood (Christchurch), Mrs Black (Christchurch), Mrs Widdowson (Christchurch), Miss F. Garstin (Christchurch), Mrs Wallis (Christchurch), Mrs Darling (Christchurch), Mrs Jessie Williamson (Wanganui), Mrs Wilson (Christchurch)

Sitzend: Mrs G. J. Smith (Christchurch), Mrs Amey Daldy (Auckland), stellv. Präsidentin Mrs Marion Hatton (Dunedin), stellv. Präsidentin Lady Anna Stout (Wellington), Präsidentin Mrs Kate Sheppard (Christchurch), stellv. Präsidentin Mrs Annie Schnackenberg (Auckland), Mrs Margaret Sievwright (Gisborne), Mrs M. A. Tasker (Wellington), Sekretärin Mrs D. Izett (Christchurch)

Auf dem Boden sitzend: Mrs C. M. Alley (Malvern), Mrs Ada Wells (Christchurch), Miss Wilhelmina Sherriff Bain (Christchurch)

## Geschichte

### 1896–1906
Der National Council of Women of New Zealand (NCWNZ) wurde 1896 auf einem Frauenkongress von 25 Vertreterinnen 11 verschiedener neuseeländischer Frauenorganisationen in Christchurch gegründet. Mitglieder waren Frauenorganisationen, keine Einzelpersonen. Zu ihrer ersten Präsidentin wählten die anwesenden Frauen Kate Sheppard, die die Kampagne um das Frauenwahlrecht in Neuseeland angeführt hatte und die Inniative zu der Gründung ergriffen hatte. Sheppard hatte das Amt zu Anfang über drei Jahre inne.
Ziel des NCWNZ war es, alle Organisationen von Frauen zu vereinen, sich gegenseitig zu helfen und zu beraten und über den Zusammenschluss für mehr Freiheit und Gerechtigkeit für Frauen zu sorgen. Auch sollte die Bildung von Frauenorganisationen gefördert werden, die sich in sozialen und politischen Bereichen engagieren. Der NCWNZ setzte sich für die Belange von Frauen im Haushalt und am Arbeitsplatz ein. Sie kümmerten sich um die Industriearbeiterinnen und traten für den Achtstundentag und für einen Mindestlohn ein, der nicht unterschritten werden sollte. Sie forderten eine Gefängnisreform und die Abschaffung der Todesstrafe. Gleich Scheidungsgründe für Männer und Frauen und eine Anhebung für die Einwilligung zum Geschlechtsverkehr von 16 auf 21 Jahre waren ebenfalls ihre Forderungen. 1899 schloss man sich dem International Council of Women (ICW) an.

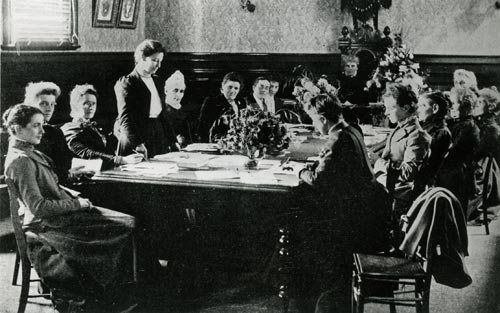
Treffen des National Council of Women im Jahr 1901

Als Anna Stout 1897 nach ihrer Kritik, dass die Zusammensetzung des NCWNZ nicht wirklich repräsentativ sei, den NCWNZ verließ, verlor er seinen direktesten Zugang zu den Regierungskreisen Neuseelands. Dem NCWNZ fehlte es an Mitgliedern aus der Arbeiterklasse und versuche dies zu ändern scheiterten. Auch Krankheit oder Tod mehrerer seiner führenden Aktivisten schwächten den NCWNZ weiter. Der Kongress des NCWNZ 1902 in Napier war für einige Jahre der letzte und stellte seine Arbeit im Jahr 1906 aufgrund von Fraktionskämpfen und der Überalterung sowie Erschöpfung seiner führenden Mitglieder ein. Viele der anderen Frauen blieben jedoch in anderen Organisationen wie der Women’s Christian Temperance Union New Zealand oder der Society for the Protection of Women and Children aktiv.

### 1918–1993
Die Initiative zur Wiederbelebung des National Council of Women of New Zealand ging 1918 während des Ersten Weltkriegs von Kate Sheppard, Christina Henderson und Jessie Mackay aus. Sie luden Vertreterinnen von Frauenorganisationen im April 1918 nach Wellington ein, denn sie nahmen an, da bereits ein Viertel aller Frauen erwerbstätig waren, es wichtig war, Frauenfragen wieder in den Vordergrund der Politik zu stellen. Eine Änderung in der Struktur des neuen NCWNZ basiert auf die Gründung von Zweigstellen der Organisation und so konnten in den Jahren 1929 bereits acht Zweigstellen über das Land verteilt gezählt werden. Im Jahr 1940 waren es insgesamt vierzehn. Konferenzen fanden alle zwei Jahre statt und zunehmend koordinierte der NCWNZ die Meinung, Positionen und Forderungen der Frauen adressierten sie an die jeweilige Regierung. Die erste weibliche Abgeordnete Neuseelands wurde Elizabeth McCombs im Jahr 1933.
Die Forderungen des NCWNZ an die Politik wurden vielfältiger. Angefangen von der Ablehnung von Pornografie, des Missbrauchs von Alkohol und anderen Substanzen über die Zustimmung einer Familienplanung durch Verhütung innerhalb der Ehe (1956), Vorsorgeuntersuchungen für Frauen, gleiche Rechte bei der Vormundschaft für Kinder, Gleichheit im Scheidungsrecht, angemessener Unterhalt für die geschiedene Ehefrau bis hin zu Umweltfragen in den 1970er und 1980er Jahren, Gewalt in der Gesellschaft in den 1990er Jahren und die Ablehnung von Atomwaffen, um nur eine Themen zu nennen, waren viele frauen- und gesellschaftsbezogene Themen dabei.
Ab 1977 fand der NCWNZ in der Menschenrechtskommission und ab 1985 in dem Ministerium für Frauenangelegenheiten neue Verbündete, und im Jahr 1993 war der NCWNZ die größte und einflussreichste Frauenorganisation Neuseelands, mit insgesamt 47 landesweiten Organisationen und 36 Zweigstellen im ganzen Land.

### 1994–heute
Auf der Konferenz des NCWNZ im Jahr 1994 wurde dann von der Präsidentin Alison Roxburgh das Problem der Finanzen der Organisation zum Gegenstand der Diskussionen. Die Ausweitung der Themen und der Organisation war nicht mehr finanzierbar. Die Veröffentlichung der Publikation zur hundertjährigen Geschichte der Organisation löste schließlich das Problem. Eine landesweite Spendensammlung und ein großzügiger staatlicher Zuschuss gab dem NCWNZ schließlich die Möglichkeit laufende Ausgaben für Projekte und die Finanzierung der Verwaltung der Organisation nachhaltig zu gewährleisten.
Im Jahr 2009 beantragte der NCWNZ die Anerkennung als gemeinnützig arbeitende Organisation, doch im August 2010 wurde dem NCWNZ der Status der Gemeinnützigkeit wieder entzogen, da die Regierungsbehörde eine vornehmliche politische Arbeit der Organisation sah. Eine Klage vor Gericht hatte erst im Jahr 2016 Erfolg, was für die Organisation Jahre der Unsicherheit zur Folge hatte. In den 2010er Jahren zeichnete sich eine Neuausrichtung der Organisation ab. Nach einer fast zweijährigen Debatte stimmten die Mitglieder des NCWNZ im Jahr 2016 einer Satzungsänderung zu, dass die sechs Vorstandsmitglieder des NCWNZ nach kompetenzbasierten Kriterien ausgewählt werden sollen. Auch Einzelmitgliedschaften wurden durch die Satzungsänderung nun möglich.

## Zweigstellen des NCWNZ
Der National Council of Women of New Zealand besitzt neuseelandweit dreizehn Zweigstellen, in denen sich die Mitglieder jeweits einmal pro Monat treffen. Orte in denen sich die Zweige der Organisation befinden sind alphabetische gelistet: Auckland, Christchurch, Dunedin, Hamilton, Lower Hutt, Palmerston North, Manukau, Nelson, Invercargill, Tauranga, Wellington und Whanganui.

## Präsidentinnen des NCWNZ
- 1896–1898 – Kate Sheppard[6]
- 1898–1901 – Amey Daldy[7]
- 1901–1905 – Margaret Sievwright[8]
- 1906–1917 – Die Arbeit des NCWNZ wurde eingestellt
- 1918–1965 – ????
- 1966–1970 – Mavis Tiller[9]
- 1970–1974 – Miriam Dell[10]
- 1975–???? – ????
- 1981–1994 – Alison Roxburgh[3][11]
- 1994–1998 – Janet May Hesketh[12]
- 1998–2002 – Barbara Winifred Glenie[12]
- 2002–2004 – Beryl Jean Anderson[12]
- 2004–2008 – Christine Mary Low[12]
- 2008–2012 – Elizabeth Margaret Bang[12]
- 2012–2014 – Barbara Joan Arnold[12]
- 2014–2017 – Rae Duff[13]
- 2017–2019 – Vanisa Dhiru[14]
- 2019–2020 – Lisa Lawrence[15]
- 2021–aktuell – Suzanne Manning[1]

- 1923 wurde Kate Sheppard mit der Mitgliedschaft auf Lebenszeit geehrt.[6]